# سبونج بوب: سبونج يلوذ بالفرار
سبونج بوب: سبونج يلوذ بالفرار (بالإنجليزية: The SpongeBob Movie: Sponge on the Run)‏ هو فيلم كوميدي أمريكي تم إصداره في عام 2020 من إخراج تيم هيل
في البداية، كان الموعد المخصص لإطلاق الفيلم في أواخر شهر مايو 2020 ، ولكن تم تأجيله بسبب جائحة كوفيد-19.

## ملخص القصة
قبل أحداث المسلسل التلفزيوني، يذهب (سبونج بوب) في رحلة إلى كامب كورال من أجل مقابلة أصدقاء جدد، وحينما يتعرض حيوانه الأليف للإختطاف، يقرر (سبونج بوب) وصديقه (بسيط نجم) الذهاب في مهمة إنقاذ.

## الممثلين

### النسخة الإنجليزية[6][6]
| الممثل(ة)      | الدور      |
| -------------- | ---------- |
| توم كيني       | سبونج بوب  |
| كارولين لورانس | ساندي أمور |
| جيل تالي       | كارين      |
| رودجر بامباس   | شفيق حبار  |
| بيل فاجيرباكي  | بسيط نجم   |
| كلانسي براون   | مستر سلطع  |

## روابط خارجية
- سبونج بوب: سبونج يلوذ بالفرار على موقع IMDb (الإنجليزية)
- سبونج بوب: سبونج يلوذ بالفرار على موقع ميتاكريتيك (الإنجليزية)
- سبونج بوب: سبونج يلوذ بالفرار على موقع روتن توميتوز (الإنجليزية)
- سبونج بوب: سبونج يلوذ بالفرار على موقع نتفليكس (الإنجليزية)
- سبونج بوب: سبونج يلوذ بالفرار على موقع ألو سيني (الفرنسية)
- سبونج بوب: سبونج يلوذ بالفرار على موقع Turner Classic Movies (الإنجليزية)
- سبونج بوب: سبونج يلوذ بالفرار على موقع أول موفي (الإنجليزية)
- سبونج بوب: سبونج يلوذ بالفرار على موقع بوكس أوفيس موجو (الإنجليزية)
- سبونج بوب: سبونج يلوذ بالفرار على موقع فيلمافينيتي (الإسبانية)
- سبونج بوب: سبونج يلوذ بالفرار على موقع قاعدة بيانات الفيلم (الإنجليزية)